# Бразильсько-уругвайські відносини

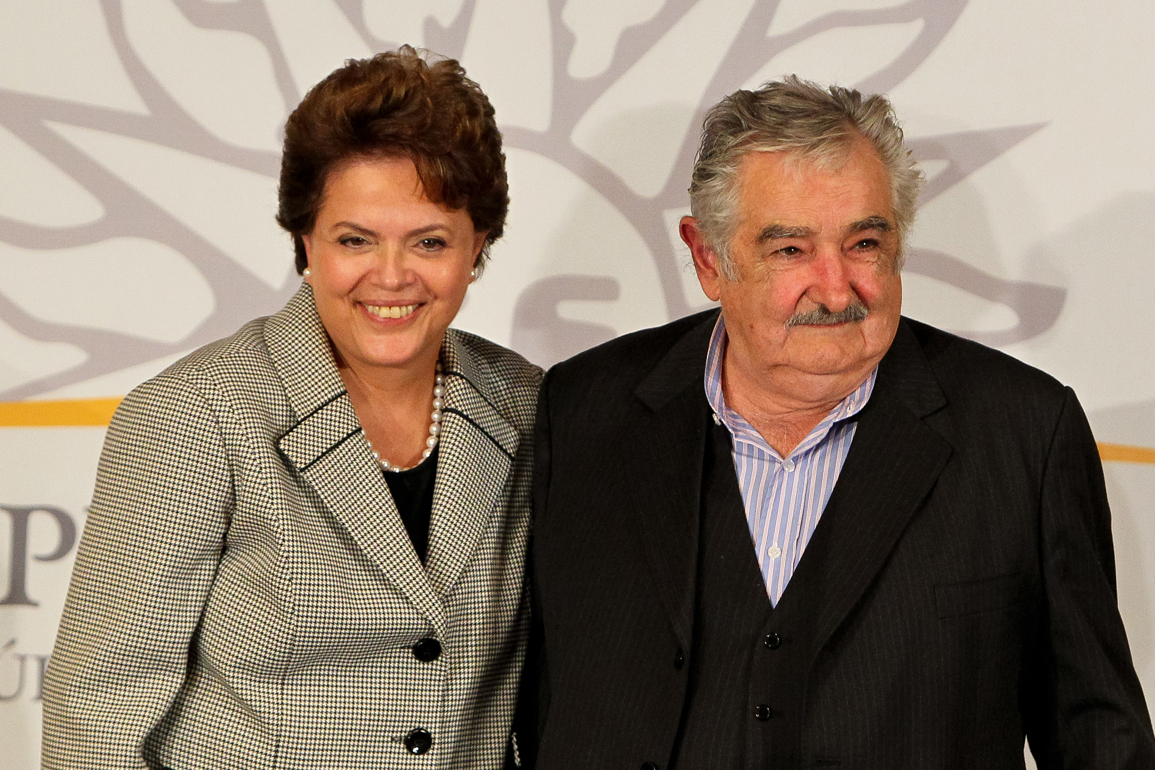
Президент Бразилії Ділма Русеф і президент Уругваю Хосе Мухіка під час державного візиту Русеф до Монтевідео

Бразильські–уругвайські відносини - двосторонні відносини між Бразилією та Уругваєм. Бразилія і Уругвай розташовані по сусідству в Південній Америці й мають тісні політичні, економічні та культурні зв'язки. Близькість двосторонніх відносин між двома країнами походить від сильного історичної зв'язку, позначеного важливими подіями: створенням Колонії-дель-Сакраменто в 1680 році, вторгненням Бразилії в Східну полосу в 1815 році і подальшим створенням провінції Сисплатина, а також відділенням Уругваю від Бразилії 1828 року. Двосторонні відносини були додатково позначені Громадянською війною в Уругваї (1839-1851) та Війною Потрійного Альянсу (1864-1870).
Відносини наприкінці 19-го до кінця 20-го століття були затьмарені внутрішньою політикою, що призвело до періоду дистанціювання між двома країнами. Підписання договору Асунсьйона в 1991 році позначило початок періоду тісніших політичних, економічних і культурних зв'язків. Сьогодні бразильський уряд розцінює Уругвай як стратегічного союзника і визначає двосторонні відносини як зовнішньополітичний пріоритет. Монтевідео відповідає взаємністю. Уругвай підтримав бразильську заявку на постійне членство в Раді Безпеки ООН.

## Історія

### Колонізація
Іспанці прибули на територію сучасного Уругваю в 1516 році, але запеклий опір завойовникам з боку місцевого населення, в поєднанні з відсутністю золота і срібла, обмежили заселення регіону впродовж 16 і 17 століть. Уругвай став зоною конкуренції між Іспанською і Португальською імперіями. 1603 року іспанці почали розводити тут велику рогату худобу, яка стала джерелом багатства в регіоні. Перше постійне поселення на території сучасного Уругваю іспанці заснували 1624 року в Соріано на Ріо-Негро. У 1669-1671 роках португальці побудували Форт на березі Ріо-де-ла-Плата. Належність заснованої в 1680 році португальцями Колонії-дель-Сакраменто пізніше оскаржили іспанці, які оселилися на протилежному березі річки в Буенос-Айресі. 1680 року Хосе де Гарро завоював колонію, але наступного року португальці її собі повернули. В березні 1705 року, після п'ятимісячної облоги, її знову завоювали іспанці, але врешті-решт вона повернулася до Португалії за Утрехтським миром. Іспанія спробує повернути колонії 1735 року під час Іспансько-португальської війни. Вона постійно змінювала господаря від корони до корони за умовами міжнародних договорів, таких як Мадридський договір 1750 року та Договір у Сан-Ільдефонсо 1777 року, допоки не залишилась в руках Іспанії.

### Анексія і незалежність

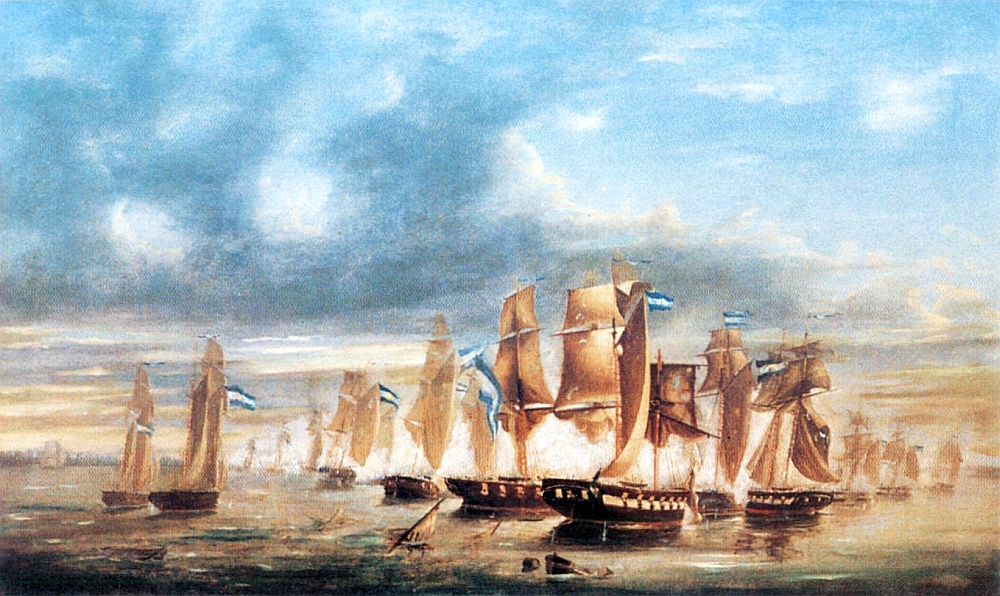
Битві під Хункалом під час Аргентино-бразильської війни.

1811 року Хосе Гервасіо Артигас, який стане національним героєм Уругваю, почав успішне повстання проти Іспанії, перемігши іспанців 18 травня в битві біля Лас-П'єдрас. Потім він звільнив Монтевідео від централізованого управління Буенос-Айреса і 1815 року оголосив створення Федеральної Ліги. У серпні 1816 року війська Сполученого королівства Португалії, Бразилії й Алгарве захопили Східну полосу (нині Уругвай) з метою знищення Федеральної Ліги.  20 січня 1817 року бразильські сили, завдяки своїй чисельній і матеріальній перевазі, зайняли Монтевідео і, після трирічної боротьби в сільській місцевості, перемогли Артіґаса в битві під Такуарембо.
1821 року Східну полосу приєднано до Бразилії під назвою Провінція Сисплатина. У відповідь на це Тридцять три Орієнтальці, на чолі з Хуаном Антоніо Лавальєхою, 25 серпня 1825, за підтримки Сполучених провінцій Ріо-де-ла-Плата (нині Аргентина), проголосили свою незалежність від Бразилії. Це призвело до 500-денної Аргентино-бразильської війни. Жодна зі сторін не перемогла, і в 1828 році згідно з договором Монтевідео, виплеканим Британською імперією, виникла незалежна держава Уругвай.

### Громадянська війна в Уругваї
На політичній арені Уругваю після здобуття незалежності від Бразилії настав розкол між двома партіями, консервативною Бланкос і ліберальною Колорадос. Колорадос перебувала під керівництвом Фруктуосо Рівери і представляла бізнес-інтереси Монтевідео; а Бланкос очолив Мануель Орібе, який відстоював інтереси сільської місцевості й сприяв протекціонізмові.
У 1838 році Королівство Франція почало морську блокаду через порт Буенос-Айрес, на підтримку Перуано–болівійської конфедерації, яка оголосила війну Конфедерації за Аргентинську конфедерацію. Нездатна розгорнути сухопутні війська Франція шукала союзників для боротьби проти Хуана Мануеля де Росаса - керівника аргентинської Конфедерації, від їх імені. Заради цього вони допомогли Фруктуосо Рівері повалити президента Уругваю Мануеля Орібе, який був у добрих стосунках з Росасом. Орібе втік у Буенос-Айрес, а Рівера взяв владу в жовтні 1838 року. Росас не визнав Ріверу як легітимного президента і прагнув відновити Орібе при владі. Рівера і Хуан Лавальє підготували війська для атаки на Буенос-Айрес. І Британські і французькі війська здійснили інтервенцію, яка стала початком громадянській війні в Уругваї, або Герра Гранде (велика війна).
Мануель Орібе врешті-решт зазнав поразки в 1851 році, залишивши Колорадос повний контроль над країною. Бразилія ввела війська в Уругвай у травні 1851 року, підтримавши Колорадос фінансово та військово-морськими силами. У лютому 1852 року Росас пішов у відставку, і сили, які підтримували Колорадос, зняли облогу з Монтевідео. Уругвай віддячив Бразилії за її фінансову та військову підтримку, підписавши 1851 року п'ять договорів, що передбачали вічний союз між двома країнами. Монтевідео підтвердив право Бразилії втручатися у внутрішні справи Уругваю. Договори також  дозволили спільне судноплавство річкою Уругвай та її притоками, а також звільнення від оподаткування експорту великої рогатої худоби і солоного м'яса. Договори також визнали борг Уругваю перед Бразилією за її допомогу проти Бланкос і зобов'язання Бразилії надати додатковий кредит. Крім того, Уругвай відмовився від своїх територіальних претензій на північ від річки Куараї, тим самим зменшивши свою площу до близько 176 000 квадратних кілометрів, і визнав виключне право Бразилії плавати річками Мірим і Жагуаран, які є природним кордоном між країнами.

### Парагвайська Війна
1855 року розгорівся новий конфлікт між сторонами. Він досяг своєї найвищої точки під час Війни Потрійного Альянсу. 1863 року генерал від Колорадос Венансіо Флорес організував збройне повстання проти президента Бернардо Пруденсіо Берро, який представляв Бланкос. Флорес дістав підтримку з боку Бразилії і, цього разу, від Аргентини, яка забезпечила його військами і зброєю, тоді як Берро уклав союз з лідером Парагваю Франсіско Солано Лопесом. Коли 1864 року з бразильською допомогою уряд Берро було повалено, Лопес використав це як привід для оголошення війни проти Уругваю. Результатом стала Парагвайська війна, п'ятирічний конфлікт, в якому Уругвайські, бразильські та Аргентинські війська воювали проти Парагваю, і яку Флорес, зрештою, виграв, але тільки ціною втрати 95% свого власного війська. Флорес недовго насолоджуватися своєю Пірровою перемогою. В 1868 році його убили того самого дня, що й його суперника Берро.
Обидві партії були виснажені хаосом. 1870 року вони домовилися визначити сфери впливу: "Колорадос" мав контролювати Монтевідео і прибережний регіон, а Бланкос правити глибинкою з її сільськогосподарськими маєтками. Крім того, Бланкос отримали півмільйона доларів компенсації за втрату їхньої частки в Монтевідео. Але менталітет каудильйо було важко витравити з Уругваю й політичні міжусобиці тривали, з кульмінацією під час Революції списів (Revolución de las Lanzas) (1870-1872), а пізніше під час повстання Апарісіо Саравії, який зазнав смертельних поранень у битві під Мазоллером (1904).

### Останні роки
30 липня 2010 року президент Бразилії Луїз Інасіу Лула да Сілва і президент Уругваю Хосе Мухіка підписали угоди про співробітництво в галузях оборони, науки, технології, енергетики, річкового транспорту та рибної ловлі з надією на прискорення політичної та економічної інтеграції між цими двома сусідніми країнами.

## Прикордонний регіон
Кордон між Бразилією та Уругваєм тягнеться на 1068 км. Безпосередня географічна близькість деяких бразильських і уругвайських міст або міських центрів призвела до того, що їх називають "містами-близнюками". Ці міста зазвичай пов'язані близькими демографічними, економічними та політичними зв'язками. До міст-близнюків належать:
| Бразильське місто     | Населення | Тип кордону              | Уругвайське місто | Населення |
| --------------------- | --------- | ------------------------ | ----------------- | --------- |
| Шуї                   | 6,564     | земля (проспект)         | Чуй               | 10,401    |
| Жагуаран              | 58,855    | річка (міжнародний міст) | Ріо-Бранко        | 13,456    |
| Асегуа                | 5,538     | земля (проспект)         | Асегуа            | 4,578     |
| Сантана-ду-Лівраменту | 97,488    | земля (площа)            | Ривера            | 64,326    |
| Куараї                | 25,044    | річка (міжнародний міст) | Артигас           | 41,687    |
| Барра-ду-Куараї       | 4,578     | річка (міжнародний міст) | Белья Уніон       | 13,187    |

### Суперечки щодо кордону
Між Уругваєм і Бразилією точиться давній прикордонний спір щодо території в безпосередній близькості від Мазоллеру, хоча це не шкодить тісним дипломатичним та економічним відносини між двома країнами. Спірна територія називається Рінкон-де-Артігас (португальською: Rincão de Artigas, розташування -31.00, -55.95), і спір виникає через те, що договори 1861 року, які визначили кордон між Бразилією і Уругваєм, встановили, що кордон у цьому районі проходитиме по струмкові під назвою Арройо-де-ла-Інвернада (португальською: Arroio da Invernada), але країни не можуть дійти згоди, який зі струмків насправді так називається.
Ще одна спірна територія це Бразильський Острів при впадінні річки Куараї в річку  Уругвай.

## Торгівля та інвестиції
| Бразильський експорт в Уругвай                                | 1 млрд дол. | $1,2 млрд | $1,6 млрд. | $1,4 млрд  | $1,5 млрд. | $2 млрд.   |
| Уругвайський експорт у Бразилію                               | $0,6 млрд.  | $0,8 млрд | $1 млрд.   | $1,2 млрд  | $1,6 млрд. | $1,7 млрд. |
| Загальна торгівля                                             | $1,6 млрд.  | $2 млрд.  | $2,6 млрд. | $2,6 млрд. | $3.1 млрд. | $3,7 млрд. |
| Примітка: всі значення вказані в доларах США. Джерело: SECEX. |             |           |            |            |            |            |

## Дипломатія
Дипломатичні представництва:
| Бразильські в Уругваї - Монтевідео (посольство) - Артигас (консульство) - Чуй (консульство) - Ріо-Бранко (консульство) - Ривера (місто) (консульство) | Уругвайські в Бразилії - Бразиліа (посольство) - Белу-Оризонті (генеральне консульство) - Куритиба (генеральне консульство) - Флоріанополіс (генеральне консульство) - Порту-Алегрі (генеральне консульство) - Ріо-де-Жанейро (генеральне консульство) - Сан-Паулу (генеральне консульство) |